# Gnaeus Cornelius Merula
Gnaeus Cornelius Merula entstammte dem römischen Patriziergeschlecht der Cornelier und war 162 und 154 v. Chr. römischer Gesandter in Ägypten.

## Leben
Die erhaltenen Quellen erwähnen nur die Gesandtentätigkeit von Gnaeus Cornelius Merula in Ägypten. Über sein sonstiges Leben liegen keine Angaben vor.
163 v. Chr. einigte sich der ägyptische König Ptolemaios VI.  mit seinem jüngeren Bruder Ptolemaios VIII. auf eine Machtteilung, wonach letzterer die Kyrenaika erhalten und Ptolemaios VI. mit seiner Schwestergemahlin Kleopatra II. über das restliche Reich herrschen sollte. Doch der unzufriedene jüngere Bruder wollte bald Zypern seinem Herrschaftsbereich hinzufügen und reiste 162 v. Chr. zur Durchsetzung dieses Anliegens nach Rom. Obwohl die Senatoren offensichtlich anerkannten, dass der zwischen den ptolemäischen Brüdern ausgehandelte Vertrag gültig war, unterstützten sie dennoch mehrheitlich Ptolemaios VIII., weil sie sich laut dem griechischen Historiker Polybios von einer Teilung des immer noch großen Ptolemäerreichs dessen Schwächung erhofften. Dies aber wäre Roms imperialistischen Bestrebungen entgegengekommen. Gnaeus Cornelius Merula und der Konsul von 165 v. Chr., Titus Manlius Torquatus, wurden mit der diplomatischen Mission beauftragt, die zerstrittenen Brüder miteinander zu „versöhnen“ und dafür zu sorgen, dass Ptolemaios VIII. auch die Regierungsgewalt über Zypern erhielt; allerdings sollte dieses Ziel ausdrücklich ohne kriegerische Aktionen erreicht werden.
Merula und Torquatus begaben sich mit Ptolemaios VIII. zunächst nach Griechenland, wo der Ptolemäer eine starke Söldnerarmee rekrutierte. Die Reise führte sie weiter zum rhodischen Festlandsbesitz (Peraia) an der Südküste Kleinasiens. Ptolemaios VIII. wollte nach Zypern weitersegeln, doch in Side in Pamphylien angekommen wurde er von den römischen Gesandten daran erinnert, dass seine Einsetzung als Herrscher Zyperns unblutig erfolgen sollte. So musste er seine Söldner wieder entlassen. Die Gesandten forderten Ptolemaios VIII. außerdem auf, an der Grenze der Kyrenaika die Gespräche des Torquatus mit Ptolemaios VI. in Alexandria abzuwarten. Torquatus könnte den ägyptischen König zur Akzeptanz der Senatsentscheidung bewegen und würde dann gemeinsam mit dem Monarchen zu Ptolemaios VIII. reisen. Letzterer musste sich den römischen Forderungen beugen. Ptolemaios VI. zog aber die Verhandlungen in die Länge. Inzwischen war sein jüngerer Bruder zusammen mit Merula nach Kreta gesegelt, wo er erneut 1000 Söldner ausgehoben hatte und war dann nach Apis weitergereist. Als sich die Ankunft von Torquatus immer länger verzögerte, wurde Ptolemaios VIII. ungeduldig. In seinem Auftrag ging nun Merula ebenfalls nach Alexandria, um Torquatus und den ägyptischen König zu holen. Doch Ptolemaios VI. hielt Merula wie schon die anderen Gesandten mit Freundlichkeiten hin.
Als plötzlich in Kyrene ein Aufstand ausbrach, musste Ptolemaios VIII. sein Zypern-Projekt vorläufig aufgeben und sich der Unterdrückung der Revolte widmen. Dabei war er anfangs wenig erfolgreich. Von Merula erfuhr er, dass die römischen Diplomaten Ptolemaios VI. zu keinerlei Zugeständnissen hatten bewegen können. Merula kehrte nach Rom zurück und wurde von den Brüdern Ptolemaios und Komanos begleitet, die erneut für die Zypern-Pläne Ptolemaios’  VIII. werben sollten. Im Senat sprachen Merula und Torquatus 161 v. Chr. für den jüngeren Ptolemäer, sodass unter anderem beschlossen wurde, das Bündnis Roms mit dem ägyptischen König zu kündigen.
In den nächsten Jahren konnte Ptolemaios VIII. weiterhin nicht die Herrschaft über Zypern erlangen, erschien 154 v. Chr. erneut in Rom, beschuldigte seinen Bruder, ein Attentat auf ihn in Auftrag gegeben zu haben, und bat um nachdrücklichere Unterstützung seiner Wünsche. Die Senatoren gewährten nur einen recht bescheidenen Beistand. Merula wurde wiederum beauftragt, zusammen mit vier weiteren Gesandten (u. a. Lucius Minucius Thermus) Ptolemaios VIII. bei der Durchsetzung seiner Zypern-Pläne behilflich sein. Dieses Mal geriet Ptolemaios VIII. aber in die Gefangenschaft seines älteren Bruders, der ihn jedoch schonend behandelte, während die römischen Gesandten unverrichteter Dinge heimkehrten.